# Copiula pipiens
Copiula pipiens é uma espécie de anfíbio da família Microhylidae.
Pode ser encontrada nos seguintes países: Nova Guiné Ocidental (Indonésia) e Papua-Nova Guiné.
Os seus habitats naturais são: florestas subtropicais ou tropicais húmidas de baixa altitude e florestas secundárias altamente degradadas.